# 黒書院の六兵衛
『黒書院の六兵衛』（くろしょいんのろくべえ）は、浅田次郎による日本の時代小説である。
江戸城不戦開城の史実を舞台にしたフィクション時代小説で、一切口を利かぬまま江戸城内に居座り続ける御書院番士・的矢六兵衛と、六兵衛排除を任じられた官軍側尾張藩下級藩士・加倉井隼人との交情を描いた。
2012年5月14日から2013年4月17日まで日本経済新聞朝刊に連載小説として掲載され、2013年10月23日に日本経済新聞出版社より単行本が上下巻で発売された。2017年1月6日には文藝春秋より文春文庫版が発売された
。
2018年に、WOWOW「連続ドラマW」でテレビドラマ化された。

## あらすじ
慶応4年（1868年）3月、勝海舟が西郷隆盛に談判し、江戸城の明け渡しが決まった。期日が迫る中、尾張徳川家江戸定府徒組頭の加倉井隼人は、開城のため官軍の先鋒隊長として送り込まれた。
勝海舟に伴われ御書院番の宿直部屋で見たのは、無言で居座る御書院番士・的矢六兵衛の姿だった。
隼人は勝海舟から、御城明け渡しの勅使が到着するまでに六兵衛を城の外に出すように頼まれる。西郷との約束で、城内で些細な悶着も起こすことはできない。力ずくで六兵衛を引きずり出すと江戸城が戦になるため、隼人はあの手この手の策を講じて説得を試みる。
しかし六兵衛は、日を追うごとに城の中枢部へと居座る部屋を移していく。

## 登場人物
的矢六兵衛（まとや ろくべえ）
40歳前後の長身の男。御書院番八番組に属するが、江戸城の役人達は彼の顔に見覚えがないという。御書院番は上野の大慈院にて謹慎中の徳川慶喜を警護しているはずだが、なぜか城に居座り、一言も言葉を発せず周囲を威圧する。
加倉井隼人（かくらい はやと）
29歳。尾張徳川家江戸定府の徒組頭。市ヶ谷屋敷の門長屋で育った田舎侍。官軍から江戸城明け渡しに先立って、官軍の俄か隊長として城に行くことを命じられる。
勝海舟（かつ かいしゅう）
安房守。西郷隆盛と会談を行い江戸城の不戦開城を決めた。西郷との約束を守ろうと力を尽くす。
福地源一郎（ふくち げんいちろう）
外国奉行支配通弁。通称「百人芸の八十吉」。西洋風の瓦版「新聞」を発行しようと企てている。勝からの依頼で、隼人に加勢する。
田島小源太（たじま こげんた）
隼人の添役。隼人とは同じ長屋で育った幼馴染の関係。

## 書籍情報
- 単行本：2013年10月23日発売、日本経済新聞出版社、ISBN 978-4-532-17123-0（上） / ISBN 978-4-532-17124-7（下）
- 文庫本：2017年1月6日発売、文春文庫、ISBN 978-4-16-790766-2（上） / ISBN 978-4-16-790767-9（下）

## テレビドラマ
2018年7月22日から8月26日まで毎週日曜 22時 - 23時にWOWOWプライムの「連続ドラマW」で放送された。全6話。主演は吉川晃司。
音楽はアコーディオニストのcobaが手がけ、ほぼ全曲フルオーケストラでのアレンジが行われた。

### キャスト
的矢家
- 的矢六兵衛 - 吉川晃司：将軍直属の警護隊・御書院番の番士。江戸城に無言で居座り続ける。
- 的矢六兵衛の妻 - 若村麻由美
- 的矢清右衛門 - 田中泯：的屋六兵衛の父。
- 的矢六兵衛の母 - 三星登史子
- 的矢六兵衛（初代） - 桑原良二：身代を持ち崩して旗本株を売った。
- 的矢家門番 - 旭屋光太郎

尾張藩
- 加倉井隼人 - 上地雄輔：尾張徳川家徒組頭。居座った的矢六兵衛の排除の任を負わされる。
- 加倉井しずゑ - 芦名星：加倉井隼人の妻。
- 加倉井長太郎 - 渡部翔夢：加倉井隼人の息子。
- 田島小源太 - 粕谷吉洋：加倉井隼人の部下。
- 徳川慶勝 - 千葉哲也：尾張徳川家十四代。戊辰戦争で新政府軍に味方し幕府側から恨みを買う。
- 尾張江戸家老 - 藤田功次郎

新政府軍
- 西郷隆盛 - 竹内力：官軍参謀。官軍の勅使一行と共に江戸城へ入城する。薩摩藩出身。
- 大村益次郎 - 波岡一喜：軍防事務局判事加勢。加倉井に高圧的に指示を出す。上野戦争で指揮を取る。長州藩出身。
- 福地源一郎 - 駒木根隆介：外国奉行支配通弁。加倉井を助太刀する。
- 木戸孝允 - 野中隆光
- 大久保利通 - 本山力：明治天皇の江戸城入城後、的矢六兵衛に退去を強く迫る。
- 明治天皇 - 片岡千之助

旧幕府
- 徳川慶喜 - 忍成修吾：江戸幕府第十五代将軍。江戸城を出て謹慎。
- 徳川家達 - 大西啓翔：徳川宗家十六代当主。
- 天璋院篤姫 - 前田亜季：江戸幕府十三代将軍徳川家定正室。徳川家を守るため尽力。
- 天璋院付奥女中 - 七海薫子
- 勝海舟 - 寺島進：幕府陸軍総裁。西郷隆盛と不戦開城を談判する。
- 本田左衛門 - 山崎銀之丞：城のお目付役。加倉井の検分に不満を持ち、大村益次郎に追従する。
- 本田左衛門の側近 - 東山龍平
- 本田左衛門の配下 ‐ 阿國元気
- 本田左衛門の配下 ‐ 田中孝史
- 本田左衛門の配下 - 青山勝紀
- 本田左衛門の配下 - 浦崎翔士
- 腰物役 - 福本清三：的屋六兵衛の脇差を預かる。
- 茶坊主 - や乃えいじ
- 茶坊主 - 北山一成

彰義隊
- 忌部新八郎 - 大八木凱斗
- 尾関孫右衛門 - 浅田祐二：八番組付属同心。初代的矢六兵衛の姿を知る。

その他
- 語り - 石橋蓮司
- 淀屋辰平 - 伊武雅刀：悪徳高利貸し。的矢家の旗本株を売買する。
- 白須甲斐守 - 高谷恭平：御書院番御番頭。的矢六兵衛の上役。
- 牢獄の茶坊主 - 窪田弘和：福地源一郎にガセネタを吹き込む。

### スタッフ
- 原作 - 浅田次郎『黒書院の六兵衛』（文春文庫）
- 脚本 - 牧野圭祐
- 音楽 - coba
- チーフプロデューサー - 武田吉孝
- 監督 - 李闘士男
- 制作プロダクション - リーライダーす
- 制作協力 - セディックドゥ、東映京都撮影所
- 製作著作 - WOWOW

### 放送日
| 放送回 | 放送日  |
| ------ | ------- |
| 第一話 | 7月22日 |
| 第二話 | 7月29日 |
| 第三話 | 8月05日 |
| 第四話 | 8月12日 |
| 第五話 | 8月19日 |
| 最終話 | 8月26日 |

### 関連商品
- DVD-BOX：連続ドラマW 黒書院の六兵衛 DVD-BOX、TCエンタテインメント、2019年3月、JAN 4562474201568
- CD：「黒書院の六兵衛」 オリジナル・サウンドトラック、CALMOLA BOSCONE、2018年8月、JAN 4589892460452[11]

| WOWOW 連続ドラマW 日曜オリジナルドラマ                        | WOWOW 連続ドラマW 日曜オリジナルドラマ   | WOWOW 連続ドラマW 日曜オリジナルドラマ |
| 前番組                                                        | 番組名                                   | 次番組                                 |
| ------------------------------------------------------------- | ---------------------------------------- | -------------------------------------- |
| 不発弾 〜ブラックマネーを操る男〜 （2018年6月10日 - 7月15日） | 黒書院の六兵衛 (2018年7月22日 - 8月26日) | 真犯人 (2018年9月23日 - 10月21日)      |